# Glodianus dimidiatus
Glodianus dimidiatus là một loài tò vò trong họ Ichneumonidae.